# Sàtir de Marató
Sàtir de Marató (en llatí Satyrus, en grec antic Σάτυρος) fou un actor còmic grec, fill de Teognis de Marató.
Va viure probablement a Olint i va treballar a Atenes. Era contemporani de Demòstenes. Es diu (Plutarc, Vides paral·leles: Demòstenes) que va instruir al gran orador en l'art de donar més efecte als discursos per mitjà d'uns moviments apropiats.
Demòstenes explica que el rei Filip II de Macedònia després de la conquesta d'Olint (347 aC) va celebrar un festival on els actors participants foren recompensats. Sàtir va demanar al rei com a recompensa l'alliberament de dos captius d'Olint, dues filles d'un antic amic, a les que va casar després de ser alliberades.
Ateneu de Naucratis diu que va ser l'autor de l'obra Pamphila, el que indicaria que a més d'actor era també escriptor de comèdies.